# Los ángeles de Charlie (serie de televisión de 2011)
Charlie's Angels es una serie de televisión estadounidense desarrollada por Alfred Gough y Miles Millar para ABC, basada en la serie de 1976 del mismo nombre creada por Iván Goff y Ben Roberts. La serie se emitió en ABC desde el 22 de septiembre de 2011 hasta el 10 de noviembre de 2011. Fue cancelada el 14 de octubre de 2011 después de emitir cuatro episodios.

## Producción
A finales de 2009 se anunció un reinicio de la serie original, cuando el guionista Josh Friedman fue contratado para escribir el piloto. El guion de Friedman fue rechazado, y ABC contrató a los creadores de Smallville, Alfred Gough y Miles Millar para escribir una nueva versión.
Robert Wagner iba a interpretar a Charlie, pero debido a conflictos de programación, tuvo que abandonar el proyecto.
Después de una búsqueda exhaustiva, Víctor Garber fue finalmente elegido como la nueva voz de Charlie. El director Marcos Siega dirigió el piloto. La filmación comenzó en Miami el 8 de marzo de 2011. Las tomas exteriores para la Agencia Townsend fueron en el Hotel The Savoy en South Beach.
El 13 de mayo de 2011, ABC tomó el proyecto de la serie.

### Cancelación
Estaba planeada la emisión de trece episodios. Sin embargo, después de la emisión del cuarto episodio, ABC anunció el 14 de octubre de 2011 que había decidido cancelar la serie debido a la baja audiencia. El episodio final del programa nunca fue emitido en ABC, pero sí en AXN en Polonia a finales de diciembre de 2011 y en Cinemax Latinoamérica en enero de 2012.

## Elenco
- Annie Ilonzeh como Kate Prince, una expolicía de Miami.[12]
- Minka Kelly como Eve French, corredora de carreras.[13]
- Rachael Taylor como Abby Sampson, una ladrona.
- Ramón Rodríguez como John Bosley, un hacker.[14]
- Victor Garber como la voz de Charles "Charlie" Townsend.[15]